# Poul Christian Holst
Poul Christian Holst, född 21 januari 1776 i Røyken, död 7 augusti 1863 i Kristiania, var en norsk jurist och politiker.
Holst var son till sockenprästen Christian Holst, känd från Peter Christen Asbjørnsens "Huldreeventyr" som "Røykenpræsten"). Han blev student 1792, studerade först teologi, senare juridik och tog 1798 ämbetsexamen. Han anställdes i Rentekammerets norska avdelning och blev efter några år kontorchef. År 1806 blev han slottsfogde på Akershus fästning och fogde i Aker och Follo och 1814 medlem av Norges överkriminalrätt. Han deltog i riksförsamlingen på Eidsvoll den 16 februari 1814, var senare representant vid det utomordentliga Stortinget samma år och blev efter dess upplösning statssekreterare.
Holst förde 1817–22 på ett mycket lyckat sätt Norges talan i förhandlingarna om landets andel i den danska statsskulden. Åren 1821–22 förde han förhandlingarna med den engelske agenten Francis Garden Denovan angående Bodøsaken. Han blev statsråd den 1 juli 1822, var chef för justitiedepartementet 1825–37 och för kyrkodepartementet 1837–48. På förstnämnda post kom han några gånger i tämligen spänt förhållande till kung Karl Johan på grund av dennes motvilja mot norrmännens 17 maj-firande och för sin hållning till Stortingets upplösning 1836. Efter att ha lämnat regeringen i april 1848 sysselsatte han sig med att skriva sina memoarer, som 1876 utgavs av den norska historiska föreningen.